# Porto di Savona
Il porto di Savona (in sigla SVN) è il quarto scalo crocieristico nazionale per numero di passeggeri, nonché uno dei 15 maggiori scali mercantili in Italia, il terzo della Liguria, iscritto nella I classe della II categoria dei porti marittimi.

## Storia
Il porto di Savona è attivo sin dall'Alto Medioevo ed è sempre stato estremamente rilevante per l'economia del capoluogo e del suo entroterra. È infatti, per traffico merci e crocieristico, il secondo porto della Liguria dopo Genova e tra i primi in Italia e del Mediterraneo. È rilevante per l'economia oltre che della provincia anche per quella della regione e del Basso Piemonte per il contributo apportato del retroporto situato in Val Bormida. Con la riforma dell'estate del 2016 ("Riorganizzazione, razionalizzazione e semplificazione delle Autorità Portuali"), con la quale le autorità portuali italiane sono state ridotte da ventitré a quindici, la sua gestione è stata affidata alla Autorità di Sistema Portuale del Mar Ligure Occidentale assieme al porto di Vado e a quello di Genova.

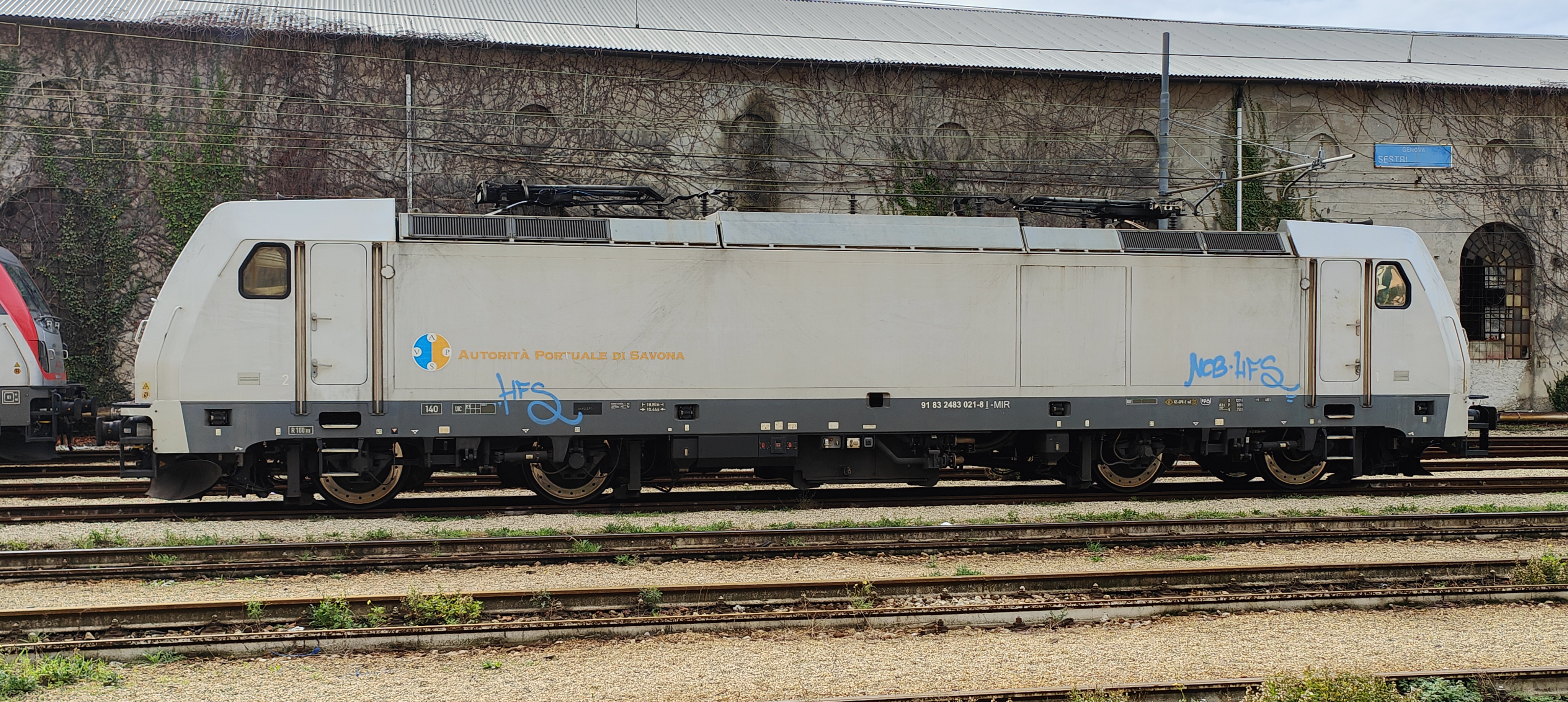
Intermodalità: la E483.021 dellAutorità Portuale di Savona a Genova Sestri Ponente

L'avveniristico palazzo della nuova sede dell'Autorità Portuale di Savona, ad un solo anno dall'inaugurazione, è stato completamente distrutto da un incendio verificatosi il 23 ottobre 2018 e mai più recuperato. Lo scheletro incenerito della struttura rimane tuttora ben visibile all'ingresso del porto turistico di Savona.

## Crociere

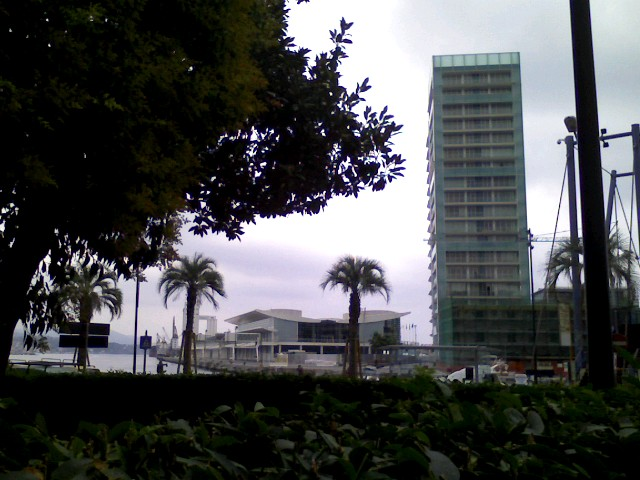
Il Palacrociere

Per quanto riguarda il settore croceristico, il porto dispone di una efficiente e moderna stazione marittima, inaugurata nel 2003, presso cui fanno attualmente scalo tutte le navi del gruppo Costa Crociere. La stazione marittima, che prende il nome di Palacrociere, è stata progettata dall'architetto catalano Ricardo Bofill e veicola oltre un milione di passeggeri l'anno.

## Traghettamenti
I collegamenti principali sono per:
- Barcellona tramite Grimaldi Lines
- Tangeri tramite Grimaldi Lines
- Porto Torres tramite Grimaldi Lines